# غريغ هيورث
غريغ هيورث (بالإنجليزية: Greg Hjorth) هو رياضياتي وأستاذ جامعي أسترالي، ولد في 14 يونيو 1963 في ملبورن في أستراليا، وتوفي بنفس المكان في 13 يناير 2011 بسبب نوبة قلبية.

## وصلات خارجية
- غريغ هيورث على موقع مباريات الشطرنج (الإنجليزية)
- غريغ هيورث على موقع 365Chess.com (الإنجليزية)
- غريغ هيورث على موقع Chesstempo.com (الإنجليزية)
- غريغ هيورث على موقع الاتحاد الأمريكي للشطرنج (الإنجليزية)
- غريغ هيورث سجل أولمبياد الشطرنج على موقع OlimpBase.org (الإنجليزية)